# Перковичі
Перко́вичі — село в Україні, у Колодяжненській сільській громаді Ковельського району Волинської області. Населення становить 202 осіб.

## Історія
У 1906 році село Любитівської волості Ковельського повіту Волинської губернії. Відстань від повітового міста 15 верст, від волості 15. Дворів 44, мешканців 328.

## Населення
Згідно з переписом УРСР 1989 року чисельність наявного населення села становила 238 осіб, з яких 108 чоловіків та 130 жінок.
За переписом населення України 2001 року в селі мешкали 202 особи.

### Мова
Розподіл населення за рідною мовою за даними перепису 2001 року:
| Мова       | Кількість | Відсоток |
| ---------- | --------- | -------- |
| українська | 199       | 98.51%   |
| російська  | 3         | 1.49%    |
| Усього     | 202       | 100%     |

## Відомі люди
Уродженцем села є український письменник-фантаст, журналіст Л. М. Панасенко.